# Taiping, Perak
Taiping (tiếng Trung: 太平; Pinyin: Tàipíng, âm Hán Việt: Thái Bình, Jawi: تايڤيڠ) là một thị xã ở bang Perak, Malaysia. Với dân số 198.112 người (2000) và diện tích 186,46 km2, đây là đô thị lớn thứ nhì ở Perak, sau Ipoh, thủ phủ bang này. Bang này đã là thủ phủ của bang của Kuala Kangsa từ năm 1876 đến 1937, nhưng sau đó là bị thay bởi Ipoh. Sự phát triển của thị xã này đã giảm sút sau thời điểm đó nhưng những năm gần đây thị xã này lại đạt được nhịp độ phát triển nhanh.
Taiping là khu vực có mưa nhiều nhất ở khu vực Malaysia bán đảo với lượng mưa 4000 mm so với mức trung bình 2000 mm-2500 m của bán đảo này.